# Zearaja
A Zearaja a porcos halak (Chondrichthyes) osztályának rájaalakúak (Rajiformes) rendjébe, ezen belül a valódi rájafélék (Rajidae) családjába tartozó nem.

## Tudnivalók
A Zearaja-fajok előfordulási területe a Csendes-óceán déli fele; kettő eme óceán nyugati részén él, Tasmaniától egészen Új-Zélandig, míg a Zearaja chilensis ennek az óceánnak a keleti részén található meg, és elterjedése átnyúlig az Atlanti-óceánba is. Ezek a porcos halak fajtól függően 84–210 centiméter közöttiek.

## Rendszerezés
A nembe az alábbi 3 élő faj tartozik:
- Zearaja chilensis (Guichenot, 1848)
- Zearaja maugeana Last & Gledhill, 2007
- Zearaja nasuta (J. P. Müller & Henle, 1841) - típusfaj